# David McCullough
David McCullough (Pittsburgh, 7 luglio 1933 – Hingham, 8 agosto 2022) è stato uno storico statunitense, vincitore di due Premi Pulitzer.

## Biografia
McCullough è nato a Pittsburgh, Pennsylvania, da Ruth e Christian Hax McCullough. Dopo aver studiato alla Linden Avenue Grade School e alla Shady Side Academy, si iscrive all'Università di Yale. Durante gli studi universitari diventa membro della società segreta Skull and Bones. Nel 1955 si laurea in Letteratura inglese.
Dopo la laurea si trasferisce a New York dove comincia a collaborare con Sports Illustrated. Nel 1968 pubblica The Johnstown Flood, il racconto di una delle peggiori alluvioni della storia degli Stati Uniti. Il libro ottiene un notevole apprezzamento da parte della critica. Nel 1977 pubblica The Path Between the Seas: The Creation of the Panama Canal, 1870–1914 e vince il National Book Award, il Francis Parkman Prize, il Samuel Eliot Morison Award ed il Cornelius Ryan Award. 
Nel 1993 pubblica Truman, una biografia sul trentatreesimo presidente degli Stati Uniti. Con questo libro McCullough vinse il suo primo Premio Pulitzer, nella categoria "Biografie o Autobiografie " ed il suo secondo Francis Parkman Prize. Due anni più tardi, nel 1995 il libro diventa un film prodotto dalla HBO, con Gary Sinise nel ruolo di Truman. Dopo sette anni di lavoro, McCullough pubblica John Adams (2001), un'altra biografia di un presidente degli Stati Uniti d'America. Il libro vince il premio Pulitzer sempre nella categoria "Biografie o Autobiografie". 
Nel 2015 pubblica The Wright Borthers, nel quale narra la vita dei fratelli che hanno cambiato la storia dell'umanità con l'invenzione dell'aeroplano. In Italia il libro è stato tradotto dall'editrice Nutrimenti. Nel 2017 McCullough ha pubblicato The American Spirit: Who We Are and What We Stand For.

## Vita privata
David McCullough viveva a Boston ed era sposato con Rosalee Barnes McCullough, conosciuta all'età di 17 anni a  Pittsburgh. La coppia ha avuto cinque figli e diciotto nipoti.

## Premi e riconoscimenti
- Premio Pulitzer con "Truman" (1993)
- Premio Pulitzer con "John Adams" (2002)

## Opere
- I fratelli Wright, Nutrimenti, 2016.